# Egonu (cráter)
Egonu es un cráter de impacto de 25 km de diámetro del planeta Mercurio. Debe su nombre al pintor nigeriano  Uzo Egonu (1931-1996), y su nombre fue aprobado por la  Unión Astronómica Internacional en 2012.